# Matt Cameron
Matt Cameron (ur. 28 listopada 1962 w San Diego, Kalifornia) – amerykański perkusista zespołów grunge Soundgarden (1986-1997, od 2010) i Pearl Jam (od 1998 do 2025).

## Początki
Cameron bardzo wcześnie zaczął grać na perkusji. W wieku 13 lat wraz z kolegami założył zespół "Kiss", który grał covery. Jednakże grupa rozpadła się po otrzymaniu listu od menedżera zespołu KISS, w którym oskarżał chłopców o plagiat.

## Soundgarden
W 1986 roku Matt został przyjęty do zespołu Soundgarden, gdzie zastąpił Scotta Sundquista. Zespół był wtedy bardzo mało znany, dopiero po przyjściu Camerona zaczął odnosić sukcesy.
W 1991 roku wydali album Badmotorfinger, na którym znalazł się utwór Jesus Christ Pose, który przeszedł do historii jako największy popis perkusyjny Camerona i jeden z największych w ogóle.
Będąc członkiem Soundgarden, Matt Cameron brał udział w tworzeniu następujących utworów:
- He Didn’t (Ultramega OK) ... muzyka
- Jesus Christ Pose (Badmotorfinger) ... muzyka (współtwórca)
- Room a Thousand Years Wide (Badmotorfinger) ... muzyka
- Drawing Flies (Badmotorfinger) ... muzyka
- New Damage (Badmotorfinger) ... muzyka (współtwórca)
- Birth Ritual (Singles soundtrack) ... muzyka (współtwórca)
- Exit Stonehenge (Spoonman single) ... muzyka (współtwórca)
- Mailman (Superunknown) ... muzyka
- Limo Wreck (Superunknown) ... muzyka (współtwórca)
- Fresh Tendrils (Superunknown) ... tekst (współtwórca) i muzyka
- Jerry Garcia's Finger (Songs from the Superunknown) ... muzyka (współtwórca)
- Rhinosaur (Down on the Upside) ... muzyka
- Applebite (Down on the Upside) ... muzyka
- A Splice of Space Jam (Blow Up the Outside World single) ... muzyka (współtwórca)

W 2010 Cameron powrócił do zreaktywanego Soundgarden.

## The Smashing Pumpkins
W 1997 roku grupa rozpadła się, a Matt trafił na moment do zespołu The Smashing Pumpkins. Zagrał na perkusji w utworze For Martha na albumie Adore.
Wkrótce pojawiły się plotki dotyczące dołączenia Matta do Smashing Pumpkins, ten jednak nigdy nie ukrywał, że nie ma zamiaru zostać w zespole.

## Pearl Jam
W 1998 zespół Pearl Jam zaprosił Matta do wzięcia udziału w koncercie promującym najnowszy album, Yield, w zastępstwie Jacka Ironsa, który z powodu złego stanu zdrowia nie mógł wziąć w nim udziału. Cameron zgodził się, a po koncercie dostał propozycję wstąpienia do zespołu i gra w nim do dziś.
Będąc członkiem Pearl Jam, Cameron brał udział w powstawaniu następujących utworów:
- Evacuation (Binaural) ... muzyka
- Save You (Riot Act) ... muzyka (współtwórca)
- Cropduster (Riot Act) ... muzyka
- You Are (Riot Act) ... tekst (współtwórca), muzyka
- Get Right (Riot Act) ... tekst and muzyka
- In the Moonlight (Lost Dogs) ... muzyka i tekst
- Unemployable (Pearl Jam) ... muzyka (współtwórca)
- The Fixer (Backspacer) ... muzyka (współtwórca)
- Johnny Guitar (Backspacer) ... muzyka (współtwórca)